# ATRAC
Adaptive Transform Acoustic Coding (ATRAC) — це сімейство власних алгоритмів стиснення аудіо, розроблених Sony. MiniDisc був першим комерційним продуктом, який містив ATRAC у 1992 році. ATRAC дозволяв відносно невеликому диску, такому як MiniDisc, мати такий же час роботи, як і компакт-диск, при зберіганні аудіоінформації з мінімальною втратою відчутної якості. Покращення кодека у вигляді ATRAC3, ATRAC3plus і ATRAC Advanced Lossless відбулися в 1999, 2002 і 2006 роках відповідно. 
Файли у форматі ATRAC3 спочатку мають розширення .aa3, однак у більшості випадків файли зберігаються в контейнері OpenMG Audio з розширенням .oma. Спочатку файли, зашифровані за допомогою OpenMG, мали розширення .omg, перш ніж воно було замінено на .oma, починаючи з SonicStage v2.1. Починаючи з версії 3.2, шифрування більше не є обов’язковим. 
Інші виробники MiniDisc, такі як Sharp і Panasonic, також реалізували власні версії кодека ATRAC.

## Історія
ATRAC був розроблений для формату Sony MiniDisc. ATRAC було оновлено версією 2, потім версією 3, версією 4, версією 4.5, а також Type R і Type S.
Першим великим оновленням був ATRAC3 (не плутати з версією 3 оригінального ATRAC) у 1999 році. ATRAC3 використовувався на MiniDisc, а також на Network Walkman і Vaio Music Clip. ATRAC3plus був запущений у 2003 році для Hi-MD, але також був сумісний з деякими пристроями PlayStation, VAIO та Xplod.
31 березня 2008 року Sony майже відмовилася від кодеків, пов'язаних з ATRAC, у Сполучених Штатах і Європі, а також у своєму магазині Connect Music Store на базі SonicStage (еквівалент iTunes і iTunes Music Store від Sony). Частково це було пов’язано з низьким використанням формату, оскільки джерело стверджувало, що 90% європейських користувачів Walkman не використовували ATRAC. Усі цифрові плеєри Walkman за межами Японії більше не працювали з ATRAC після вересня 2007 року.
До 1 жовтня 2012 року ATRAC був єдиним доступним кодеком для завантаження музики з mora, поки вони не перейшли на безкоштовну модель DRM і не почали пропонувати файли FLAC наступного року.
ATRAC9 був розроблений для аудіосистеми PlayStation і дебютував у PlayStation Vita.

## Загальна якість бітрейту
Оригінальний бітрейт ATRAC 292 кбіт/с, який використовувався на оригінальних дисках MiniDisc, був розроблений, щоб акустично наблизити якість CD. Роками пізніше ATRAC було вдосконалено, і він загалом вважається кращим, ніж попередні версії за аналогічних бітрейтів. Для порівняння компакт-диски кодуються зі швидкістю 1411,2 кбіт/с, а кодери без втрат можуть кодувати більшість компакт-дисків зі швидкістю нижче 1000 кбіт/с зі значним зниженням бітрейту для легшого для кодування вмісту, наприклад голосу.

## Продуктивність
За словами інженерів ATRAC, алгоритми ATRAC були розроблені в тісній співпраці з інженерами з розробки інтегральних схем LSI у Sony, щоб створити реальний продукт, який міг би кодувати на високій швидкості та з мінімальним енергоспоживанням. Це відрізняється від інших кодеків, розроблених на комп’ютерах без урахування обмежень портативного обладнання. Це відображено в дизайні кодеків ATRAC, які, як правило, наголошують на обробці меншої кількості зразків за раз, щоб заощадити пам’ять ціною ефективності стиснення та додаткового множення. Ці компроміси є цілком логічними для систем DSP, де пам’ять часто переважає над продуктивністю множника.
Програвачі Sony Walkman забезпечують кращий час роботи акумулятора під час відтворення файлів ATRAC, ніж під час відтворення файлів MP3. Однак, оскільки Sony просувала сумісність з ATRAC лише в телефонах серії Sony Ericsson Walkman на японському ринку, вона не підтримується в телефонах ринку GSM/UMTS. Серія автомобільних CD-програвачів Xplod від Sony підтримує компакт-диски ATRAC. Раніше міні-диски з піснями у форматі ATRAC підтримувалися автомобільними стереосистемами марки Eclipse.

## Формати

### ATRAC (версії 1.0-4.5, тип R/S)
ATRAC1 вперше був використаний у власній системі SDDS формату кінотеатру Sony у 1990-х роках і в цьому контексті є прямим конкурентом Dolby Digital (AC3) і DTS. SDDS використовує ATRAC1 з 8-канальним кодуванням і загальною швидкістю кодування по всіх каналах 1168 кбіт/с.
Два складених квадратурних дзеркальних фільтра розділяють сигнал на 3 частини:
- від 0 до 5,5125 кГц
- 5,5125 до 11,025 кГц
- 11,025 до 22,05 кГц

Повне стерео (тобто незалежний канал) кодування зі швидкістю передачі даних 292 кбіт/с.
Високочастотний НЧ залежить від складності матеріалу; деякі кодування мають чіткий вміст до 22,05 кГц.
ATRAC1 також можна використовувати в моно (одноканальному) режимі, подвоюючи час запису.
FFmpeg має реалізацію декодера ATRAC1.

### ATRAC3 (режими LP2 і LP4)
Подібно до ATRAC1 і MP3, ATRAC3 також є гібридним кодувальником піддіапазонів MDCT, але з кількома відмінностями.
В ATRAC3 QMF із трьома стеками розділяє сигнал на 4 частини:
- Від 0 до 2,75625 кГц (постійний струм до f/16)
- 2,75625 до 5,5125 кГц (f/16 до f/8)
- 5,5125 до 11,025 кГц (f/8 до f/4)
- 11,025 до 22,05 кГц (f/4 до f/2)

Потім чотири піддіапазони кодуються MDCT з використанням перетворення фіксованої довжини. На відміну від майже всіх сучасних форматів, довжину перетворення не можна змінювати для оптимізації перехідних процесів кодування. Замість цього використовується простіший метод кодування перехідних процесів, який називається керування посиленням, у якому посилення різних піддіапазонів змінюється під час перехідного процесу перед MDCT, а потім відновлюється під час декодування після зворотного MDCT, щоб спробувати згладити перехідні процеси. Крім того, перед квантуванням тональні компоненти віднімаються із сигналу та незалежно квантуються. Під час декодування вони окремо реконструюються та додаються, щоб змінити вихідні коефіцієнти MDCT.
Sony стверджує, що основною перевагою ATRAC3 є його ефективність кодування, яка була налаштована на портативний DSP, який забезпечує меншу обчислювальну потужність і час автономної роботи. Однак, оскільки ATRAC є гібридним кодеком піддіапазону та MDCT, який за алгоритмом дуже схожий на MP3, будь-яка перевага, ймовірно, перебільшена. Крім того, порівняно з новими форматами, такими як Windows Media Audio, які використовують простий MDCT, а не гібридний, ATRAC3 повинен виконувати додатковий і обчислювально дорогий інверсний QMF, хоча гібридна система значно зменшує використання пам’яті, що, ймовірно, було фактором, враховуючи, що обмежена пам'ять, доступна під час початкової розробки ATRAC.

#### Режим LP2
Тут використовується швидкість передачі даних 132 кбіт/с, якість якої рекламується як подібна до якості MP3, закодованого з подібною швидкістю передачі даних. Однак у незалежному подвійному сліпому тесті (2004/05) без порівняння параметрів кодування формату з Ogg Vorbis, AAC і LAME VBR MP3, ATRAC3 був останнім. На жаль, через недостатню прозорість версії кодера ATRAC невідомо, чи був протестований кодер ATRAC3 оптимальним, і подальше дослідження не дало остаточних результатів. Цілком можливо, що нові кодери ATRAC3 пропонують кращу продуктивність.

#### Режим LP4
Це зменшує швидкість передачі даних до 66 кбіт/с (вдвічі менше, ніж у LP2), частково завдяки використанню спільного стереокодування та фільтру низьких частот близько 13,5 кГц. Він дозволяє записати 324 хвилини на 80-хвилинний міні-диск із тим самим доповненням, що й для LP2.

### ATRAC3plus
Цей кодек використовується в пристроях Sony Hi-MD Walkman (наприклад, «Hi-LP і Hi-SP»), мережевих програвачах Walkman, програвачах Memory Stick, VAIO Pocket, консолях PS3 і PSP, а також програвачах компакт-дисків ATRAC. Це гібридний піддіапазон/кодек MDCT на основі 16-канального QMF, за яким слідує 128-точковий MDCT. До кодування MDCT для виділення тональних компонентів використовується узагальнений гармонійний аналіз (GHA), що є вдосконаленою версією процесу, який використовується в ATRAC3. Як і в попередніх версіях ATRAC, контроль посилення використовується для керування попереднім відлунням, а не перетвореннями змінного розміру, хоча, очевидно, можливі різні вікна MDCT.
Версія SonicStage 3.4, випущена в лютому 2006 року, представила можливість копіювання компакт-дисків із швидкістю потоку 320 і 352. Доступні швидкості потоку: 48, 64, 96, 128, 160, 192, 256, 320 і 352 кбіт/с. Новіші бітрейти не завжди сумісні з усіма старими апаратними декодерами, однак було виявлено, що деякі старі апаратні засоби сумісні з певними новими бітрейтами ATRAC3plus.
Міні-диски, записані в цьому форматі, несумісні зі старими програвачами.
Під час тестування, проведеного незалежною фірмою, але фінансованого Sony, було зроблено висновок, що ATRAC3plus на 64 кбіт/с за суб’єктивною якістю звуку дорівнює застарілому MP3-кодеру на 128 кбіт/с. Продуктивність порівняно з сучасними високоякісними кодерами MP3 не оцінювалася.

### ATRAC Advanced Lossless
ATRAC Advanced Lossless — це «масштабований» аудіокодек без втрат, який записує потік ATRAC3 або ATRAC3plus із втратами даних і доповнює його потоком інформації про корекцію, що зберігається в самому файлі, що дозволяє відтворити вихідний сигнал, якщо це потрібно. Програвач/декодер може витягувати та використовувати лише дані ATRAC3 або ATRAC3plus або може поєднувати їх із потоком корекції для ідеального відтворення оригінальної аудіоінформації. Це дозволяє декодувати файл як без втрат або як із втратами. Це реалізовано таким чином, що дозволяє розмір файлу бути меншим, ніж нестиснуті або стиснені версії того самого файлу. Стиснення становить приблизно 30–80% вихідного файлу. Переваги масштабованого стиснення включають забезпечення зворотної сумісності, так що старі пристрої, які не підтримують AAL, все ще можуть мати потік ATRAC3, доступний для відтворення без розуміння формату AAL, і більш високу швидкість передачі між портативними аудіопристроями та ПК.
ATRAC Advanced Lossless широко підтримується в старих програвачах Walkman і SonicStage версії 4 або новішої. SonicStage 4 дозволяє завантажувати ATRAC Advanced Lossless на програвачі MiniDisc, PlayStation Portable та PlayStation 3. Останні програвачі Walkman не підтримують ATRAC Advanced Lossless/ATRAC.

#### Порівняна технологія
Використання в AAL «основного» (з втратами) і «залишкового» (коригування) потоку схоже на ідею очищення бітрейту Opus, MPEG-4 SLS, DTS-HD Master Audio, Dolby TrueHD і Ogg Vorbis. Насправді AAL був першим, випущеним на комерційний ринок із цією схемою для зворотної сумісності.
Гібридний режим WavPack і OptimFROG DualStream належать до однієї категорії, але зберігають потік виправлення в окремому файлі.

### ATRAC9
За словами Sony, ATRAC9 — це аудіокодек із високим ступенем стиснення, оптимізований для ігор, який забезпечує низьку затримку (деталізацію) і низьке використання ЦП і пам’яті. Використовується в консолях PS5, PS4 і PS Vita. Аудіо проміжне програмне забезпечення, таке як FMOD і Audiokinetic Wwise, підтримує його.